# Canton d'Argentan-Est
Cet article possède un paronyme, voir Canton d'Argentan.
Le canton d'Argentan-Est est une ancienne division administrative française située dans le département de l'Orne et la région Basse-Normandie.

## Représentation

### Conseillers généraux du canton d'Argentan-Est (1982 à 2015)
Ce canton a été créé en 1982 en divisant en deux l'ancien canton d'Argentan.
| Période | Période | Identité              | Étiquette     | Qualité |
| ------- | ------- | --------------------- | ------------- | --- |
| 1982    | 1988    | Pierre Pavis          | PS            | Maire d'Argentan (2001-2019), ancien conseiller général du canton d'Argentan (1973-1979), élu en 1998 dans le canton d'Argentan-Ouest |
| 1988    | 2001    | Roger Jouadé          | PCF, puis DVG | Ouvrier, maire-adjoint d'Argentan |
| 2001    | 2015    | Jean-Louis Carpentier | PS            | Enseignant, adjoint, puis conseiller municipal d'Argentan                                                                             |

Le canton participe à l'élection du député de la troisième circonscription de l'Orne.

### Conseillers généraux de l'ancien canton d'Argentan (1833 à 1982)
| Période | Période          | Identité                      | Étiquette                | Qualité                                                                            |
| ------- | ---------------- | ----------------------------- | ------------------------ | ---------------------------------------------------------------------------------- |
| 1833    | 1848             | Jean His                      | Majorité ministérielle   | Avocat, maire d'Argentan, député (1827-1848)                                       |
| 1848    | 1852             | Adolphe Méheudin              |                          | Avocat à Argentan                                                                  |
| 1852    | 1874             | Louis Lautour (1796-1875)     |                          | Avocat, notaire, juge suppléant, maire d'Argentan (1840-1856)                      |
| 1874    | 1886             | Alphonse Germain-Lacour       | Droite monarchiste       | Maire de Moulins-sur-Orne                                                          |
| 1886    | 1907 (décès)     | Paul Théodore Boschet         | Républicain Progressiste | Avocat, maire d'Argentan                                                           |
| 1907    | 1909 (démission) | Amand François Pierre Bagourd | Rad.                     | Médecin à Argentan                                                                 |
| 1909    | 1940             | Victor-Louis Guillochim       | RG                       | Avoué, maire d'Argentan (1907-1925)                                                |
|         |                  |                               |                          |                                                                                    |
| 1945    | 1961 (décès)     | Eugène Pajot                  | SFIO puis RGR puis DVG   | Ancien instituteur, inspecteur primaire à Argentan                                 |
| 1961    | 1967             | Robert Aubin                  | DVD                      | Ingénieur électricien et entrepreneur, maire de Fontenai-sur-Orne                  |
| 1967    | 1973             | Jean de Vimal du Bouchet      | RI                       | Notaire, maire d'Argentan (1965-1989), élu en 1985 dans le canton d'Argentan-Ouest |
| 1973    | 1979             | Pierre Pavis                  | PS                       | Enseignant                                                                         |
| 1979    | 1982             | Roger Jouadé                  | PCF                      | Ouvrier à Argentan, élu en 1982 dans le canton d'Argentan-Ouest                    |

### Conseillers d'arrondissement (de 1833 à 1940)
| Période                                  | Période      | Identité                                  | Étiquette                   | Qualité |
| ---------------------------------------- | ------------ | ----------------------------------------- | --------------------------- | --- |
| 1833                                     | 18..         | Jean François Vaudoré (1787-?)            |                             | Avocat, juge suppléant, Argentan                                                                            |
|                                          |              |                                           |                             | |
| 1868                                     |              | Louis Jacques Lainé-Courville (1789-1871) |                             | Avoué, propriétaire à Argentan                                                                              |
|                                          |              |                                           |                             | |
| 1901                                     | 1907         | Alfred Hélie                              |                             | Président de la chambre des notaires d'Argentan                                                             |
| 1907                                     | 1918 (décès) | Alfred Demaire (1852-1918)                | Républicain antiministériel | Boulanger, propriétaire, adjoint au maire d'Argentan, ancien président du tribunal de commerce              |
| 1918                                     | 1919         | siège vacant                              |                             | |
| 1919                                     | 1940         | Georges Bodier                            | Républicain                 | Vice-président de la chambre de commerce de Flers, quincaillier à Argentan                                  |
| 1940                                     |              |                                           |                             | Les conseils d'arrondissement ont été suspendus par la loi du 12 octobre 1940 et n'ont jamais été réactivés |
| Les données manquantes sont à compléter. |              |                                           |                             | |

## Composition

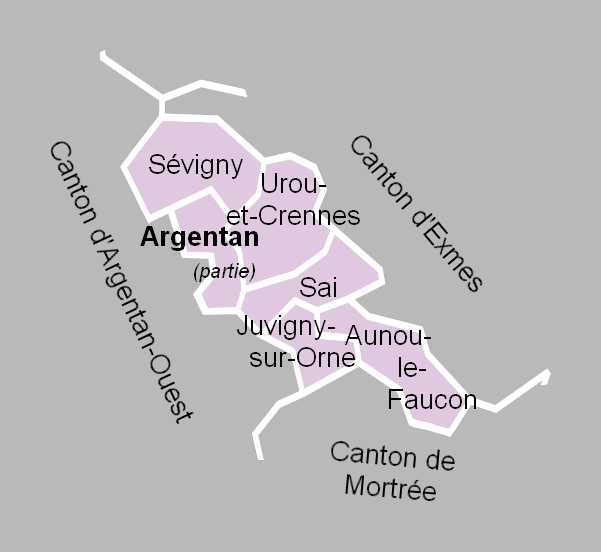
La carte des communes du canton. Les cantons limitrophes étaient ceux d'Exmes, de Mortrée et d'Argentan-Ouest.

Le canton d'Argentan-Est comptait 7 964 habitants en 2012 (population municipale) et groupait six communes, dont une partie d'Argentan :
- Argentan (fraction) ;
- Aunou-le-Faucon ;
- Juvigny-sur-Orne ;
- Sai ;
- Sévigny ;
- Urou-et-Crennes.

La portion d'Argentan incluse dans ce canton est située à l'est de la « ligne définie par le bras principal de l'Orne et par l'axe des voies ci-après : avenue de la Forêt-Normande, boulevard du Général-de-Gaulle (jusqu'à la place Mahé), rue de l'Hôtel-de-Ville, rue Fontaine, rue du 104e-RI, rue des Rédemptoristes, rue Jacques-Gabriel, rue Jeanne-d'Arc, rue Mézerette, route nationale 26 (jusqu'à la place des Trois-Croix), rue des Petits-Fossés, rue des Maisons-Bruneaux et route de Sévigny ».
À la suite du redécoupage des cantons pour 2015, les communes d'Aunou-le-Faucon, Juvigny-sur-Orne, Sai et Sévigny sont rattachées au canton d'Argentan-1, tandis que la commune d'Urou-et-Crennes et la partie d'Argentan de ce canton sont rattachées à celui d'Argentan-2.

### Anciennes communes
Le canton n'incluait aucune ancienne commune existante en 1795. La paroisse de Crennes recensée sur la carte de Cassini est intégrée à la commune d'Urou-et-Crennes. Les deux paroisses de Saint-Martin-des-Champs et Coulandon (commune d'Argentan), mentionnées également sur la carte de Cassini, étaient aussi sur ce canton.

## Démographie
| 1982 | 1990  | 1999  | 2006  | 2011  | 2012  |
| ---- | ----- | ----- | ----- | ----- | ----- |
| -    | 9 293 | 9 041 | 8 264 | 7 962 | 7 964 |